# Down to the Bone
Down to the Bone é um filme de 2004 de drama independente dos Estados Unidos dirigido por Debra Granik. Teve sua estreia no Festival Sundance de Cinema de 2004.

## Sinopse
Irene (Vera Farmiga) é uma trabalhadora que além de ter uma vida difícil com sua família, esconde um segredo de todos, a situação fica mais difícil, até que ela conhece Bob (Hugh Dillon).[carece de fontes?]

## Elenco
- Vera Farmiga ... Irene
- Hugh Dillon ... Bob
- Clint Jordan ... Steve
- Caridad 'La Bruja' De La Luz ... Lucy (Caridad De La Luz)
- Jasper Daniels ... Ben
- Taylor Foxhall ... Jason
- Giles Penderghast ... Pet Store Clerk
- Terry McKenna ... Gene
- Richard Lieske ... Richard
- Hector Vasquez ... Hector
- Joel Saeks ... Lars
- Lori Berryman ... Acupuncture Therapist
- Walt Bolde ... Walt
- Edward Crawford ... Kevin
- Gia Mitchell ... April

## Recepção
No Rotten Tomatoes, com um índice de aprovação de 94% em base de 33 críticas, foi publicado um consenso: "Um retrato vívido dos efeitos do abuso de drogas, que evita clichês cinematográficos, Down to the Bone é um esforço de ganhar que apresenta desempenho fugaz de Vera Farmiga". Em base de 13 avaliações profissionais, alcançou índice de 76% no Metacritic.